# Тамбурин (кафе)

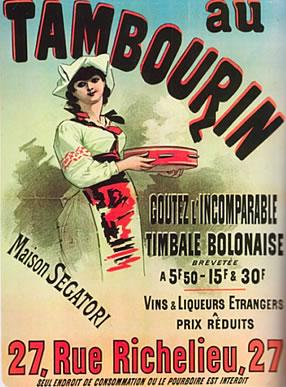
Жюль Шере. Рекламный плакат кафе «Тамбурин». 1885

Кафе «Тамбурин» (фр. Café du Tambourin) — кафе-ресторан в Париже, Франция.
Принадлежавшее Агостине Сегатори заведение сначала находилось на улице Ришельё, 27, а затем в марте 1885 года вновь открылось на бульваре Клиши, 62. Известный художник Жюль Шере создал к открытию рекламный плакат. Кафе имело оригинальный декор, в котором Сегатори повесила работы, подаренные ей Эдуаром Дантаном.
Агостина Сегатори была известной в Париже моделью, позировавшей французским художникам, таким как Эдуар Жозеф Дантан, Жан-Батист Камиль Коро, Жан-Леон Жером, Эжен Делакруа, Винсент Ван Гог и Эдуард Мане.

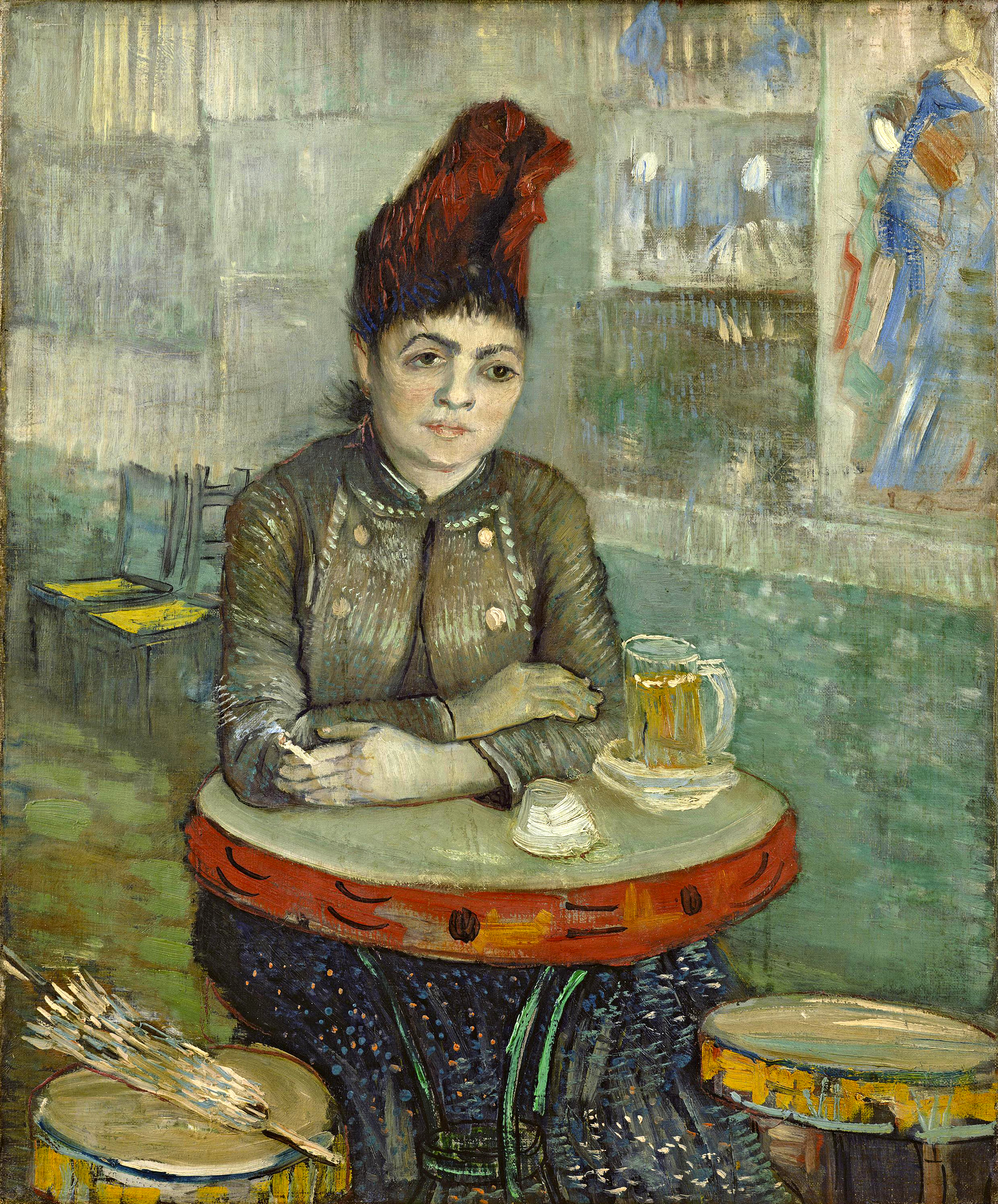
Винсент Ван Гог. Агостина Сегатори в кафе «Тамбурин». 1887—1888. Музей ван Гога

Кафе «Тамбурин» отличалось характерным интерьером, основную часть которого составляли столики в виде бубнов (фр. tambourin). Часто бывало, что Ван Гог заходил в это заведение со своими друзьями из мастерской Фернана Кормона (1845—1924), где он проработал несколько месяцев.
Винсент Ван Гог также оформил кафе в рамках коммерческого соглашения с Сегатори. Кафе часто посещали друзья Дантана и Ван Гога. В 1887 году Анри де Тулуз-Лотрек создал свой портрет Ван Гога 1887 года в кафе «Тамбурин». Кафе также часто посещали писатели и искусствоведы, такие как писательница Софи де Жювиньи и другие.
В кафе «Тамбурин» состоялась первая выставка Ван Гога в Париже: натюрморты, которые он обменивал у владелицы кафе на еду. В марте 1887 года Сегатори и Ван Гог представили коллекцию японских гравюр, приобретённых художником. В июле 1887 года Ван Гог выставил свои работы и работы своих друзей: Поля Гогена, Луи Анкетена и Эмиля Бернара. На этой выставке Эмиль Бернар и Луи Анкетен впервые продали свои работы.
Позже кафе «Тамбурин» обанкротилось, и в 1893 году было переименовано в Cabaret de la Butte, а затем в конце века в Cabaret des Quat’Z’Arts.